# Joseph-Toussaint Avril
Joseph-Toussaint Avril  (* 1778; † 1841) war ein französischer Provenzalist und Lexikograf.

## Leben
Avril war Tuchhändler in Manosque und Vorsitzender des Handelsgerichts. Er verfasste ein frühes Wörterbuch des Provenzalischen seiner Zeit und publizierte auch Texte in dieser Sprache.

## Werke
- Dictionnaire provençal-français suivi d’un vocabulaire français-provençal, Apt 1839 (481, 155 Seiten), Nîmes 1980, 1991, Genf 1982,  Raphèle-les-Arles 1982
- La lyre de Judée, ou, Recueil de nouveaux noëls provençaux et français suivis de la chanson-dialogue entre le soleil et la lune, Nyons 1840;  Noëls de bêtes et santons de bois. Des bêtes qui parlent comme des hommes à des hommes à tête de bois. Quatre vieux noëls animaliers dont trois provençaux de Joseph-Toussaint Avril (1840), hrsg. von Jean-Yves Royer, Forcalquier 1981